# Беляи (Шиковская волость)
Беляи — деревня в Шиковской волости Островского района Псковской области.
Расположена в 42 км к востоку от города Острова и в 4 км к северо-западу от волостного центра, деревни Шики.
Численность населения деревни по состоянию на 2000 год составляла 1 человек.